# Mohanlal
Mohanlal, właściwie Mohanlal Vishwanathan Nair (ur. 21 maja 1960 w Elanthoor) – indyjski aktor, producent filmowy, dystrybutor, twórca fabuł, także wokalista podkładający głos w piosenkach filmowych oraz przedsiębiorca i filantrop. Wieloletni członek komitetu wykonawczego Association of Malayalam Movie Artists, od 2006 do 2015 sekretarz generalny AMMA. Właściciel wytwórni filmowej Pranavam Arts oraz zajmujących się dystrybucją filmów Max Lab Entertainments i Pranamam Release, a także licznych restauracji. Największa gwiazda komercyjnego kina w malajalam. Uznawany za ikonę, w 2006 wybrany najpopularniejszym Keralczykiem w internetowym głosowaniu zorganizowanym przez CNN-IBN. W 2013 opublikowano jego biografię, Bhavadasharatham, autorstwa Bhanuprakasha.

## Życiorys

### Dzieciństwo i młodość
Urodził się w Elanthoor w dystrykcie Pathanamthitta w Kerali jako drugi syn Vishwanathana Naira i Santhakumari Ammal. Jego ojciec był prawnikiem pracującym dla rządu stanowego. Mohanlal dorastał w Thiruvananthapuram. Uczęszczał do Mudavanmukal Law Primary School, następnie zaś do Model School w tym mieście. Talent sceniczny ujawniał już w okresie edukacji szkolnej, zdobył szereg nagród, między innymi dla najlepszego aktora szkoły (1972). Kształcił się w Mahatma Gandhi College w Thiruvananthapuram. Uzyskał licencjat w zakresie handlu.

### Działalność artystyczna
W filmie zadebiutował w 1978 w obrazie Thiranottam, który jednak ze względu na interwencję cenzury nie doczekał się wówczas premiery (odbyła się ona dopiero w 2005, po uzyskaniu zezwolenia od prezydenta Indii). Mohanlal wcielił się w nim w postać Kuttappana, chorego psychicznie służącego. W 1980 zagrał jedną z głównych ról w wyreżyserowanym przez Fazila Manjil Virinja Pookkal. Obraz ten odniósł ogromny sukces, rozpoczął również karierę Mohanlala. Lata 80. były dla niego okresem licznych sukcesów zawodowych. Grywał głównie bohaterów negatywnych, pracując niekiedy nawet przy dwudziestu produkcjach równocześnie. Status supergwiazdy przyniósł mu występ w Rajavinte Makan (1986). Stał się ponadto idolem keralskiej młodzieży, między innymi dzięki Chithram i Kilukkam. W latach 90. występował zarówno w filmach o charakterze artystycznym jak i komercyjnym. Sukces odniosły np. His Highness Abdullah, Midhunam, Minnaram, Manichithrathazhu czy Vaanaprastham. Uznanie przyniosła mu także główna rola w Iruvarze (1997), gdzie wcielił się w postać wzorowaną na M.G. Ramachandranie. W 2000 zagrał w Narasimham, który okazał się jednym z najbardziej kasowych filmów w historii kinematografii w malajalam. Wystąpił także w dobrze przyjętych Rasathanthram (2006) i Hello (2007). W 2009 wcielił się w rolę keralskiego policjanta pracującego w Tamil Nadu w Unnaipol Oruvan. Również ten film spotkał się z pozytywnym odzewem. Ostatni z nakręconych z jego udziałem filmów z 2013, Drishyam, odniósł spektakularny sukces. Określano go jako najlepszy malajalamski thriller od czasu Yavaniki (1982), wskazywano także, iż żaden film Mohanlala od czasu Manichithrathazhu (1993) nie wywołał podobnego poruszenia w Kerali. W styczniu 2014 stał się najbardziej dochodowym obrazem w historii keralskiego kina komercyjnego. Gra Mohanlala w Drishyam spotkała się z jednoznacznie pozytywnymi reakcjami krytyki, w jednej z recenzji wskazano, że rola ta jest jego powrotem do formy.
Mohanlal uznawany jest za największą gwiazdę Mollywood. Gra też w językach tamilskim, kannada, telugu czy hindi. W wywiadzie z września 2009, udzielonym S. Warrier, wskazał na potrzebę ściślejszej współpracy indyjskich przemysłów filmowych. Podkreślił zwłaszcza wagę wymiany doświadczeń z filmowcami z Kollywood. Jego filmografia (jako aktora) do 2022 obejmuje 346 tytułów.
Zajmuje się także produkcją filmów (jako właściciel Pranavam Arts), podkłada głos w piosenkach filmowych, jest twórcą fabuł i dystrybutorem filmowym (należą do niego Max Lab Entertainments oraz Pranamam Release). Wystąpił w kilku sztukach teatralnych (między innymi w sanskryckiej Karnabharam). Opublikował Hridhayathinte Kaiyoppu, książkę zawierającą fragmenty prowadzonego przezeń bloga (2012). Pełnił funkcję sekretarza generalnego Association of Malayalam Movie Artists (AMMA) (od 2006 do 2015). Od 1994 wchodzi w skład komitetu wykonawczego tej organizacji (z przerwą w latach 1997–2000). Trzykrotnie był jej wiceprzewodniczącym (1994–1997, 2000–2003 i od 2015).
Ceniony za wszechstronność, naturalność, niebanalność oraz łatwość wcielania się w różnorodne role. Zestawiany z Robertem De Niro (przez Ram Gopala Varmę) i Marlonem Brando (magazyn Time); bywa nazywany Bogiem kina oraz jednym z największych aktorów Indii.
O Mohanlalu pozytywnie wypowiadali się liczni filmowcy indyjscy. Sivaji Ganesan, legendarny aktor tamilski, uznał jego aktorstwo za bardzo interesujące. Kamal Haasan, również związany z tamilskim przemysłem filmowym, określił go jako najbardziej elastycznego aktora Indii. Rajinikanth natomiast przyznał, że czasem czuje zazdrość, widząc z jaką łatwością gra Mohanlal. Amitabh Bachchan, jeden z czołowych aktorów komercyjnego kina hindi, nazwał go jednym z najbardziej niezwykłych talentów kinematografii w malajalam, podkreślał jednocześnie swój podziw dla spontanicznego stylu gry keralskiego gwiazdora. Shah Rukh Khan z kolei wskazywał na wielką pokorę charakteryzującą tego aktora. Krytycy wskazują, że Mohanlal, wraz z Mammoottym i Dileepem, zdominował przemysł filmowy w malajalam, przyczyniając się jednocześnie do jego kryzysu. Zaznacza się, że absolutna dominacja wspomnianych aktorów spowodowała spadek dochodów innych przedstawicieli Mollywood oraz emigrację utalentowanych aktorek z Kerali, przyczyniła się również do tego, że filmy związane z tym przemysłem są w ogromnej większości skierowane wyłącznie do mężczyzn.
Wymienia się kilka charakterystycznych typów postaci odgrywanych przez Mohanlala. Często są to samotnicy, podejmujący niekiedy desperacką walkę z budzącą ich sprzeciw rzeczywistością. Inny typ to zbuntowani, nieco niedorośli młodzi mężczyźni, innym razem zaś – bohaterowie w przesadny sposób demonstrujący swoją męskość. Część filmów z jego udziałem koncentruje się wokół motywu przyjaźni męsko-męskiej, sam zaś Mohanlal często występuje razem z Mammoottym, uznawanym za jednego z najważniejszych obecnie aktorów malajalam.

### Działalność społeczna
W rodzinnym stanie uznawany za ikonę, niekiedy określany jako półbóg czy najdroższy syn Kerali. Pojawiają się sugestie, iż jego ewentualne wejście do regionalnej polityki mogłoby się przyczynić do przełamania dominacji Indyjskiego Kongresu Narodowego i Komunistycznej Partii Indii (Marksistowskiej). Działa społecznie, jest założycielem, mentorem i ambasadorem dobrej woli Indian Blood Bank Society. Współtworzył Terrorism free Kerala Project. Propaguje zdrowy styl życia, organizuje, także poprzez swoje organizacje fanowskie, zbiórki krwi, od kilkunastu lat bierze udział akcjach społecznych upowszechniających wiedzę na temat różnych chorób, między innymi cukrzycy. W 2003 został nagrodzony przez Indian Medical Association, natomiast w listopadzie 2012 otrzymał od Międzynarodowej Federacji Diabetologicznej tytuł bohatera Światowego Dnia Cukrzycy. Angażuje się w kampanie na rzecz wyeliminowania polio, współpracuje z Kerala AIDS Control Society. Otacza opieką ok. 2000 starszych kobiet, finansując ich utrzymanie oraz leczenie. Założył dom spokojnej starości w Thrissur oraz szkołę kształcącą aktorów głosowych w Thiruvananthapuram.

### Działalność biznesowa
Prowadzi również działalność biznesową. Jest właścicielem licznych restauracji, między innymi Harbour Market w Bengaluru, Travancore Court w Koczinie i Mohanlal's Tastebuds w Dubaju (otwartej w 2002), a także partnerem związanej z przemysłem spożywczym firmy Mohanlal's Tastebuds. Zasiada też we władzach Uniroyal Marine Exports Ltd oraz (od 2013) w zarządzie Radio Me, nadającej w malajalam rozgłośni ze Zjednoczonych Emiratów Arabskich. Współpracuje z wieloma przedsiębiorstwami, jako ambasador marek takich jak Malabar Gold, Pankajakasthuri czy BPL Mobile. Grywa w krykieta, występuje w amatorskiej lidze utworzonej dla przedstawicieli różnych indyjskich przemysłów filmowych. Jest kapitanem i jednocześnie współwłaścicielem klubu Kerala Strikers. Fankluby filmowe z nim związane skupia organizacja All Kerala Mohanlal Fans and Cultural Welfare Association (AKMFCWA), oficjalnie uznana przez aktora w 1998.

## Nagrody i wyróżnienia
Za swoją działalność był wielokrotnie nagradzany i wyróżniany. W 2001 został odznaczony Padmą Shri, w 2019 otrzymał Padmę Bhushan. Posiada tytuł doktora honoris causa Sree Sankaracharya University of Sanskrit, przyznany w 2010 oraz doktorat honorowy University of Calicut (2018). Nadano mu również honorowy stopień podpułkownika Territorial Army of India (2009). W 2006 został wybrany najpopularniejszym Keralczykiem w internetowym głosowaniu zorganizowanym przez CNN-IBN. Zdobył przeszło 30% głosów. We wrześniu 2013 nagrodzony podczas gali stulecia kina indyjskiego, zorganizowanej w Ćennaj. Otrzymał między innymi National Film Award (w kilku kategoriach, odpowiednio: nagroda specjalna jury – 1988, najlepszy aktor – 1991, 1999, najlepszy producent – 1999), Filmfare Awards (1986, 1988, 1993, 1994, 1997, 1997, 1999, 2005, 2007, 2009), Kerala State Film Awards (1986, 1988, 1991, 1991, 1995, 1995, 1999, 2005, 2007), Asianet Film Awards (2003, 2005, 2006, 2007, 2008, 2009, 2009, 2010, 2011, 2013), Kerala Film Critics Awards (1988, 1991, 1999, 2001, 2005, 2007, 2008, 2013), Mathrubhumi Film Awards (1999, 2003, 2005, 2006, 2008) oraz Prem Nazir Award (1999).

## Życie prywatne
Żonaty (od 28 kwietnia 1988) z Suchitrą, córką K. Balajiego. Ma dwoje dzieci. Jego syn, Pranav, również jest aktorem.